# Barings Bank
Barings Bank was een gerenommeerde Britse bank, de oudste investeringsbank van het Verenigd Koninkrijk, die door de speculaties van één enkele effectenhandelaar, Nick Leeson, werd geruïneerd.

## Historie
De wortels van Barings gaan terug tot 1717 toen John Baring een handelsonderneming oprichtte in Exeter, die in 1762 door (zoon) Francis Baring naar Londen werd verhuisd. In 1806 kwam (zoon) Alexander Baring in de firma en werd de naam gewijzigd in Baring Brothers & Co, waarin ook de Londense kantoren van Hope & Co toen zijn opgegaan. In de 19e eeuw waren Barings en Rothschild samen de twee toonaangevende banken in Londen.
Barings was betrokken bij de aankoop van Louisiana door de Verenigde Staten in 1803: de zogenaamde Louisiana Purchase. In 1890 komt Barings in de problemen, de bank had te veel garanties en slechte investeringen in Argentinië en Uruguay uitstaan. Daarom moest de Bank of England te hulp komen om erger te voorkomen.

## Ondergang
Vanaf 1992 deed de jonge Baringsmedewerker Nick Leeson tegen de regels in grote speculatieve transacties op de Nikkei 225-index. Aanvankelijk leverde dit een aanzienlijke winst op voor zijn werkgever. Hij was goed voor tien procent van de inkomsten van de bank. Daarna pakten zijn transacties slechter uit en verstopte hij de verliezen op een geheime rekening. Aan het einde van 1992 was het totaalbedrag op die rekening opgelopen tot 2 miljoen pond; in 1994 was dit al opgelopen tot 208 miljoen pond. Op 16 januari 1995 probeerde Leeson zijn verliezen goed te maken door nieuwe speculaties op een Aziatische beurs. Een dag later vond de aardbeving van Kobe plaats en de Aziatische aandelenmarkten kelderden. Nick Leeson leed enorme verliezen die hij met een laatste gok op een snel herstel van de beurs probeerde goed te maken. Deze stijging bleef uit en het verlies liep op tot 1,4 miljard dollar, twee keer zo veel als het handelskapitaal van de Barings Bank. Dit leidde tot de ondergang van de prestigieuze bank.

## Overname door ING
Barings werd in maart 1995 overgenomen door de ING Groep voor het symbolische bedrag van £ 1; tevens werden alle schulden van Barings overgenomen. Barings had zo'n 80 miljard gulden aan vermogen onder beheer voor pensioenfondsen en particulieren. Met de koop kreeg ING ook een sterke positie in het Verre Oosten, naast de bestaande activiteiten in Latijns Amerika en Oost-Europa.
De overname was geen succes. In 1998 werd de handel in opties en termijncontracten voor opkomende landen gestaakt vanwege tegenvallende resultaten. Verder kampte Barings met tegenvallende handelsresultaten en provisie-inkomsten en daarbovenop waren extra voorzieningen noodzakelijk om verliezen op te vangen. Om de resultaten te verbeteren werd de leiding van de zakenbank diverse keren vervangen en de organisatiestructuur aangepast. In 2000 besloot ING de Barings-activiteiten in Amerika te verkopen en sommige Europese activiteiten uit kostenoverwegingen op te nemen binnen de zakelijke divisie van ING. Het laatste onderdeel, Baring Asset Management, werd in maart 2005 verkocht aan MassMutual Financial Group en Northern Trust Corp..